# Giuseppe La Loggia
Pour les articles homonymes, voir La Loggia (homonymie).
Giuseppe La Loggia, né à Agrigente le 1er mai 1911, mort à Rome le 2 mars 1994, est un homme politique italien.
Fils d'Enrico La Loggia, il adhère à la Démocratie chrétienne, président de la Région sicilienne de 1956 à 1958.

## Biographie

### Débuts politiques en Sicile
Fils du député d'Agrigente Enrico La Loggia, l'un des artisans de l'autonomie unitaire de la Sicile, Giuseppe La Loggia obtient deux diplômes, l'un en droit, l'autre en sciences politiques, et exerce comme avocat.
Il fréquente le Circolo dello scopone, groupe clandestin d'intellectuels antifascistes palermitains, puis adhère à la jeune Démocratie chrétienne. Il est l'un des 16 « AM-professori » de l'Université de Palerme, ces personnalités nommées de manière dérogatoire par l'AMGOT pour assurer la réouverture des universités siciliennes. Enseignant le droit du travail, il signe la même année, le 24 octobre, la déclaration contre le séparatisme de la Sicile, rédigé par son père pour le Front uni sicilien.
Il est élu député à l'Assemblée régionale sicilienne aux élections régionales du 20 avril 1947, et y siège jusqu'en 1967 dans les rangs démocrates-chrétiens. Il est appelé au gouvernement par Giuseppe Alessi dans son premier gouvernement comme conseiller pour l'agriculture (30 mai 1947-8 mars 1948), dans le second en lui adjoignant les forêts (9 mars 1948-11 janvier 1949). Franco Restivo, successeur d'Alessi, lui confie le portefeuille des Finances dans ses deux gouvernements (11 janvier 1949-3 juin 1951 ; 20 juillet 1951-27 juillet 1955). A cette charge, il propose le 14 décembre 1950 un projet de loi portant création d'un organisme de perception des impôts directs, contre la délégation à des opérateurs privés, mais ne parvient pas à la faire voter.

### Président de la Sicile
Membre du courant fanfanien, il est élu président de l'ARS de 1955 à 1956, jusqu'à son élection à la présidence de la Région, à la tête d'un gouvernement DC-PLI-PSLI le 28 septembre. Démissionnaire en novembre 1957, il reforme aussitôt un gouvernement, cette fois uniquement démocrate chrétien visant à conserver la gauche à l'écart du pouvoir selon le souhait conjoint de Fanfani et du cardinal et archevêque de Palerme, Ernesto Ruffini, dont le neveu, Attilio Ruffini, épouse la fille de La Loggia.
Pour autant, Giuseppe La Loggia ne ferme pas totalement la porte à une alliance avec la gauche non-marxiste. Il milite pour une prise en compte des problématiques méridionales au niveau national et prône un développement économique de la Sicile, à travers le vote de la loi pour l'industrialisation et par la création de la So.Fi.S (Société pour le financement du développement en Sicile), pour la direction de laquelle il s'oppose, suivant les avis de Luigi Sturzo et la Confindustria, à la nomination de l'ingénieur Mimì La Cavera, président de Sicindustria et inspirateur de la loi . Alors que son projet d'industrialisation rapide de l'île est combattu au sein de l'assemblée au titre du risque de restauration de monopoles, le soutien apporté à La Cavera par les communistes, les socialistes et quelques démocrates chrétiens dont Giuseppe Alessi, fragilise le gouvernement régional.
Mis en minorité lors du vote du budget le 2 août 1958 alors qu'il avait obtenu quelques heures avant un vote de confiance, La Loggia refuse de démissionner, provoquant le départ, « par respect de la volonté de l'ARS », du conseiller régional à l'Agriculture, Silvio Milazzo, proche de Scelba et d'Alessi. Le gouvernement échoue à faire adopter le budget, La Loggia démissionne le 3 octobre 1958, affaiblissant la DC et surtout Fanfani. Silvio Milazzo est porté à la présidence de la région par des démocrates dissidents, le PSI, le MSI et les monarchistes.
En 1960, Giuseppe La Loggia brigue la présidence de Banco di Sicilia. Mais peu avant sa nomination, son frère Mario est accusé du meurtre du commissaire de police d'Agrigente, Cataldo Tandoy, avec la femme duquel il aurait entretenu une liaison. Mario est innocenté mais trop tard pour Giuseppe. Entretemps, il est nommé conseiller régional du tourisme 1963 à 1964, et maire de Cattolica Eraclea de 1962 à 1965.

### Député à Rome et fin de carrière
Il quitte l'assemblée régionale et occupe la présidence de l'ESPI de 1967 à 1968. Puis, il est élu à la Chambre des députés durant quatre mandats, en occupant divers postes dans les commissions parlementaires, dont la présidence de la commission du Budget, mais sans jamais parvenir à devenir ministre de la République en raison des équilibres internes à la DC.
Non réélu en 1983, il est nommé conseiller d'État, puis prend la présidence de l'Istituto Poligrafico dello Stato, fabrique de monnaie nationale italienne.
A l'égal de Giuseppe Alessi et Franco Restivo, Giuseppe La Loggia est considéré comme l'un des grands acteurs de la région sicilienne. Son fils, Enrico, a été député et sénateur italien, et ministre de Silvio Berlusconi.
Selon Alfio Caruso, il aurait bénéficié du soutien d'un parrain de la mafia italo-américaine dans les années 1950.